# David Bronštejn
David Ionovič Bronštejn (in russo Давид Ионович Бронштейн?; in ucraino Давид Іонович Бронштейн?, Davyd Ionovyč Bronštejn; Bila Cerkva, 19 febbraio 1924 – Minsk, 5 dicembre 2006) è stato uno scacchista sovietico.

## Biografia
Fu sposato con Tat'jana Boleslavskaja, figlia dello scacchista Isaak Efremovič Boleslavskij.

## Carriera
Dopo aver vinto insieme a Isaak Boleslavskij il torneo interzonale del 1950, affronta e batte quest'ultimo nel match che gli darà il diritto di sfidare il campione del mondo in carica, Michail Botvinnik. 
Il match tra questi due giganti della scacchiera si svolge a Mosca nel 1951. A quattro partite dalla fine Botvinnik, a cui basta il pareggio, conduce di un punto. Bronštejn ribalta la situazione con due vittorie consecutive, ma nella penultima partita, tentando di vincere un finale patto, arriva all'aggiornamento in situazione inferiore. Botvinnik non riesce a mettere in busta la mossa più forte, ma grazie ad uno studio più attento della posizione va in chiaro vantaggio immediatamente dopo la ripresa del gioco. Il match si conclude così in parità e Botvinnik conserverà il titolo di Campione del mondo.
Questa sconfitta (in realtà si trattò di un pareggio) segnò per sempre la carriera di Bronštejn, che rimase agli occhi di molti un eterno incompiuto. Eppure i suoi contributi agli scacchi sono stati talmente notevoli da non essere da meno di un titolo mondiale. 
Fu, tra l'altro, quattro volte medaglia d'oro alle Olimpiadi con la squadra dell'URSS.
Non meno straordinaria è la produzione letteraria di David Bronštejn. Suo è quello che viene unanimemente ritenuto come uno dei migliori libri riguardante gli scacchi mai scritti, Il torneo internazionale dei Grandi Maestri - Neuhausen/Zurigo 1953 apparso per la prima volta nel 1956 e tradotto in più lingue, ma suoi sono anche molti altri capolavori, alcuni dei quali tradotti in italiano (Bronstein insegna l'Indiana di re; L'Apprendista stregone, a quattro mani con Tom Fürstenberg). Postumo è uscito Secret Notes, scritto a quattro mani con Sergej Voronkov, testimonianza di sessant'anni di scacchi ad altissimo livello.
Bronštejn ha anche ideato un tipo di orologio per scacchi digitale che, come l'orologio Fischer, aggiunge un certo numero di secondi per ogni mossa (incremento o abbuono), ma evita l'accumulo di tempo se il giocatore esegue la mossa prima del periodo di abbuono. In tal modo si evita l'accumulo di ulteriore tempo a disposizione per il giocatore. Questo tipo di orologio, detto "orologio Bronštejn", è però raramente usato nei tornei.
Alcune varianti portano il suo nome, in particolare:
- il gambetto Bronstein;
- la variante Bronstein-Larsen della difesa Caro-Kann;
- la variante Bronstein della difesa scandinava.